# Santo Domingo
Santo Domingo de Guzmán nebo jen krátce Santo Domingo je hlavní a zároveň největší město Dominikánské republiky. V metropolitní oblasti města žije okolo 3 850 000 obyvatel. Santo Domingo se nachází na jižním pobřeží ostrova Hispaniola omývaném Karibským mořem při ústí řeky Ozama. Mezi roky 1936 a 1961 město neslo název „Ciudad Trujillo“, který odkazoval na zdejšího diktátora Rafaela Leonidase Trujilla Molinu. Dnes je Santo Domingo druhým nejlidnatějším městem Karibiku hned po kubánské Havaně. Jedná se o kulturní, obchodní i vzdělanostní centrum země.

## Historie
Město bylo založeno v roce 1496 Bartolomějem Kolumbem na východním břehu ústí řeky a dostalo název La Nueva Isabela, později bylo přejmenováno na Santo Domingo jako pocta svatému Dominiku. V roce 1502 bylo zničeno hurikánem, následně se nový guvernér Nicolás de Ovando rozhodl osadu přestěhovat na západní břeh. Je známé jako první, stále osídlené město založené Španěly v Novém světě (starší osada La Isabela existovala mezi roky 1494 a 1500) a první sídlo španělské koloniální správy. Historické jádro na západním břehu řeky zvané „Zona colonial“ bylo v roce 1990 zapsáno na seznam světového dědictví UNESCO. Právě v této koloniální části města se nacházejí stavby jako nejstarší katedrála, pevnost (Fortaleza Ozama) nebo univerzita na americkém kontinentu. Kromě toho je zde dům Kolumbovy rodiny a několik kostelů, měšťanských domů a paláců ze začátků evropské kolonizace Ameriky.
Městu se během koloniálního období přezdívalo „Vstupní brána do Karibiku“. Většina výprav španělských conquistadorů v první polovině 16. století na americký kontinent začínala právě ze Santa Dominga. Hernán Cortés odsud vyplul do dnešního Mexika, kde dobyl Aztéckou říši. Ze Santa Dominga vyplul i např. Vasco Núñez de Balboa, který jako první Evropan dosáhl Tichého oceánu z amerického pobřeží. V roce 1586 město dobyl anglický korzár Francis Drake.
Mezi roky 1795 a 1822 město několikrát změnilo svého správce. V roce 1795 přešlo pod správu Francie, v roce 1801 bylo okupováno haitskými otroky, v roce 1802 znovu převzala správu Francie, následně v roce 1809 město zpátky získalo Španělsko. Španělská část ostrova vyhlásila nezávislost na Španělsku v roce 1821, ale jen 2 měsíce potom ji nezávislý stát Haiti obsadil. Dominikánská republika se na Haiti osamostatnila v roce 1844 a Santo Domingo se stalo jejím hlavním městem.

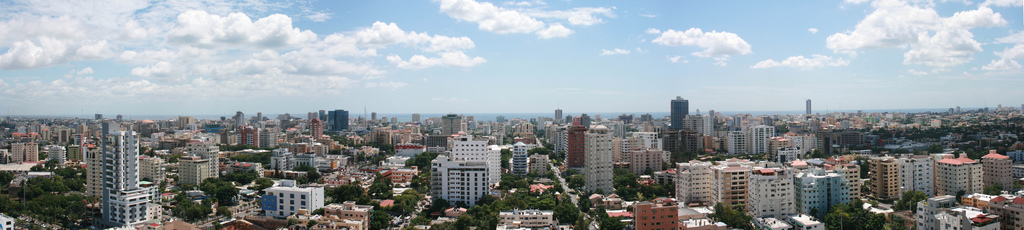
Santo Domingo (panorama)

## Doprava
Santo Domingo je dopravním uzlem celé země. Kromě vnitrostátní dopravy:
- V blízkosti města se nalézají 2 mezinárodní letiště (Las Américas International Airport a La Isabela International Airport)
- Přístav v Santu Domingu patří k nejvytíženějším v zemi
- Metro v Santo Domingu má 2 linky a 48,5 km délky (stav v roce 2020). Další městskou hromadnou dopravu zajišťuje síť autobusových linek.

## Slavní rodáci
- Oscar de la Renta (1932–2014), americko-dominikánský módní návrhář
- Mary Joe Fernandezová (* 1971), bývalá americká profesionální tenistka, dvojnásobná olympijská vítězka ze ženské čtyřhry
- Albert Puyols (* 1980), americko-dominikánský baseballista

## Fotogalerie

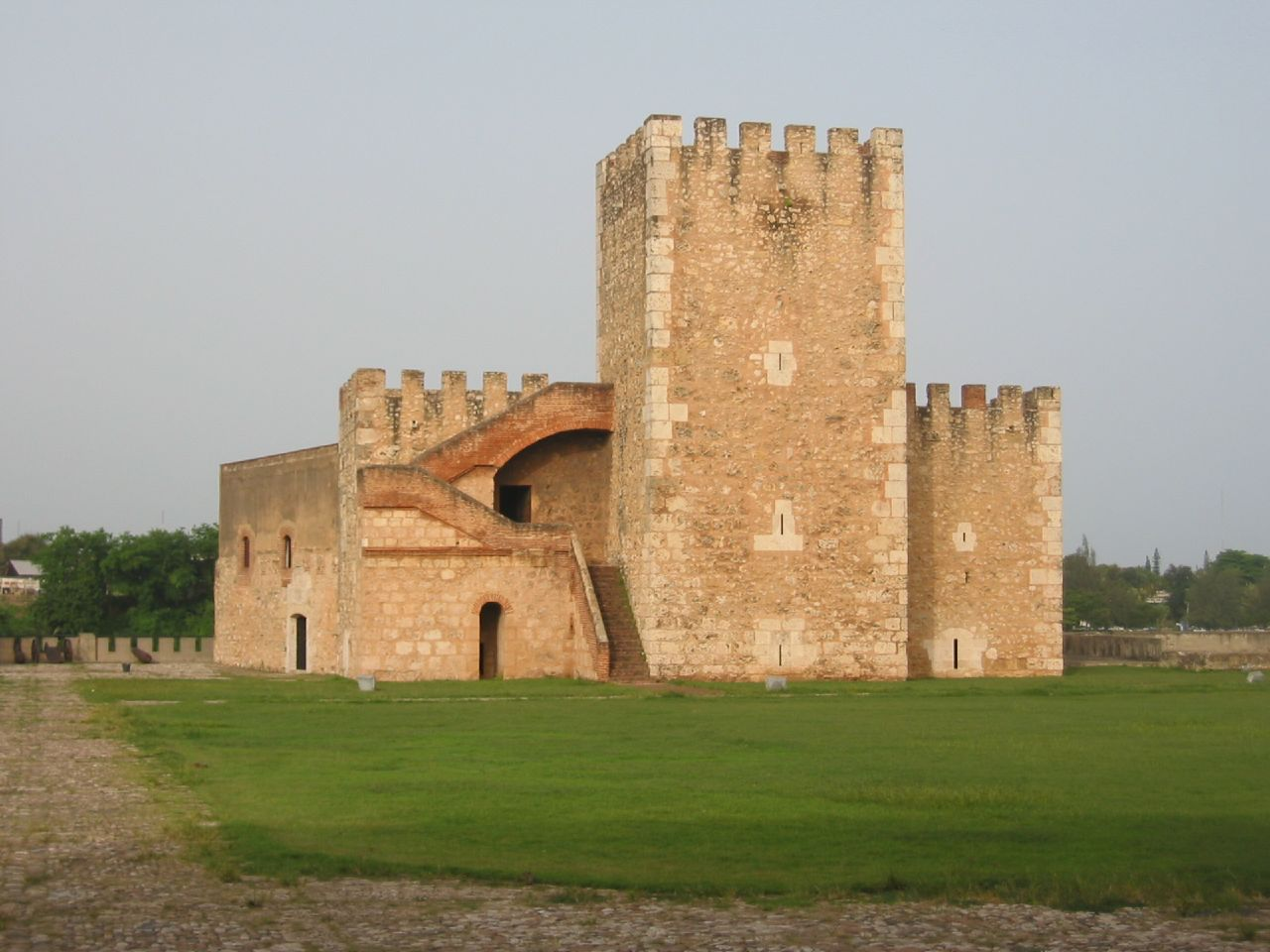
Pevnost Ozama
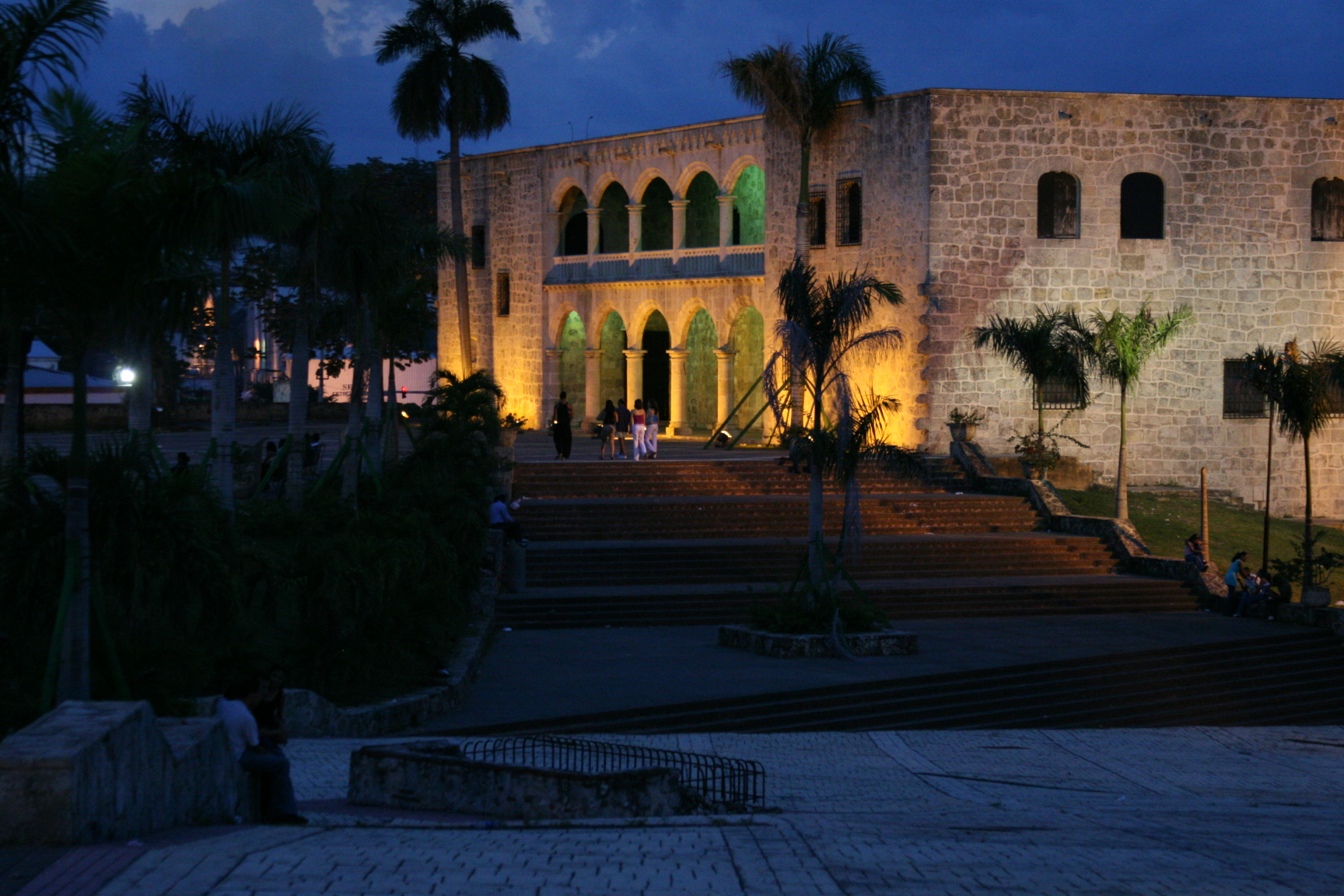
Dům Kolumbovy rodiny
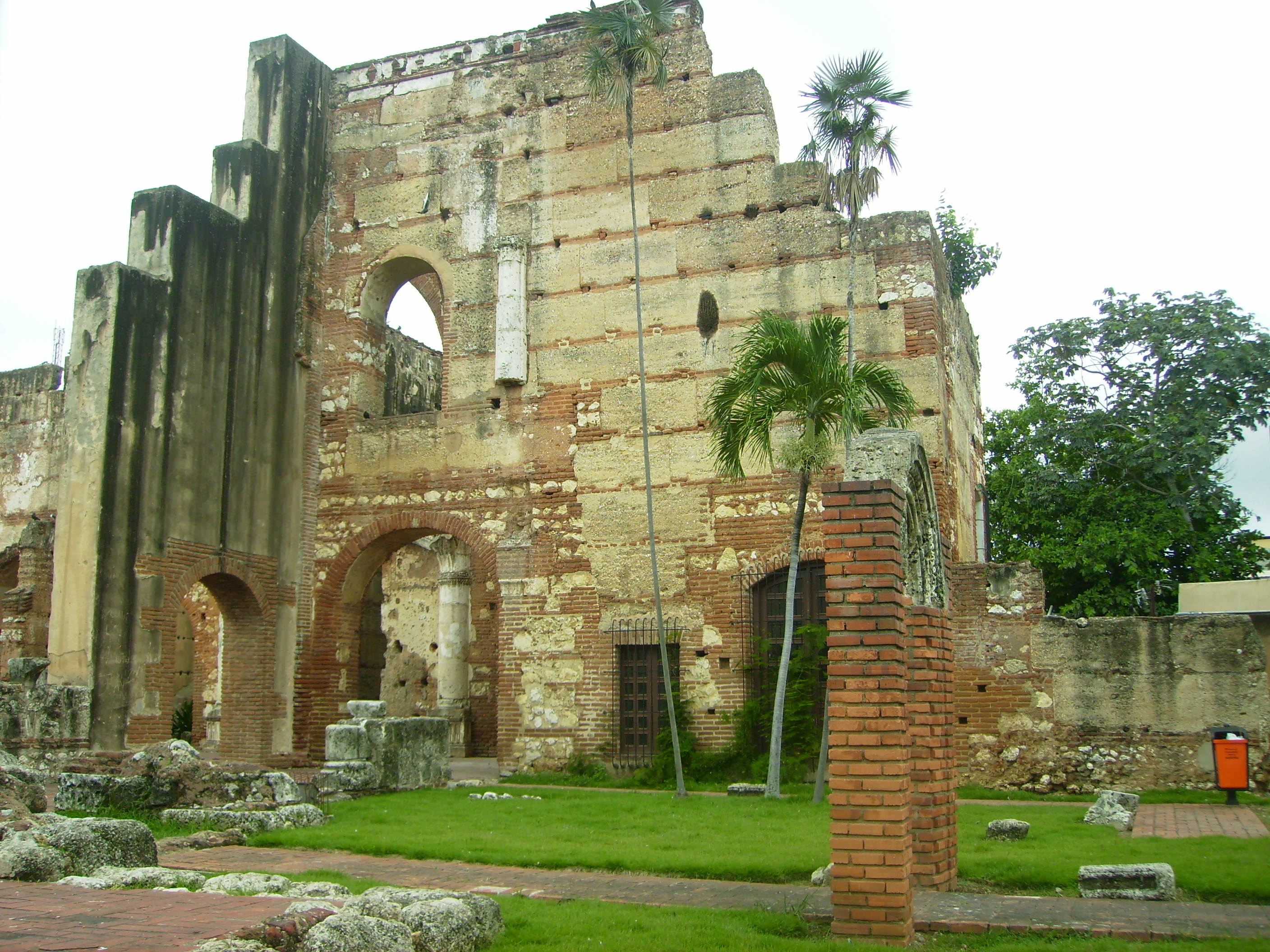
Ruiny nejstarší nemocnice v Americe
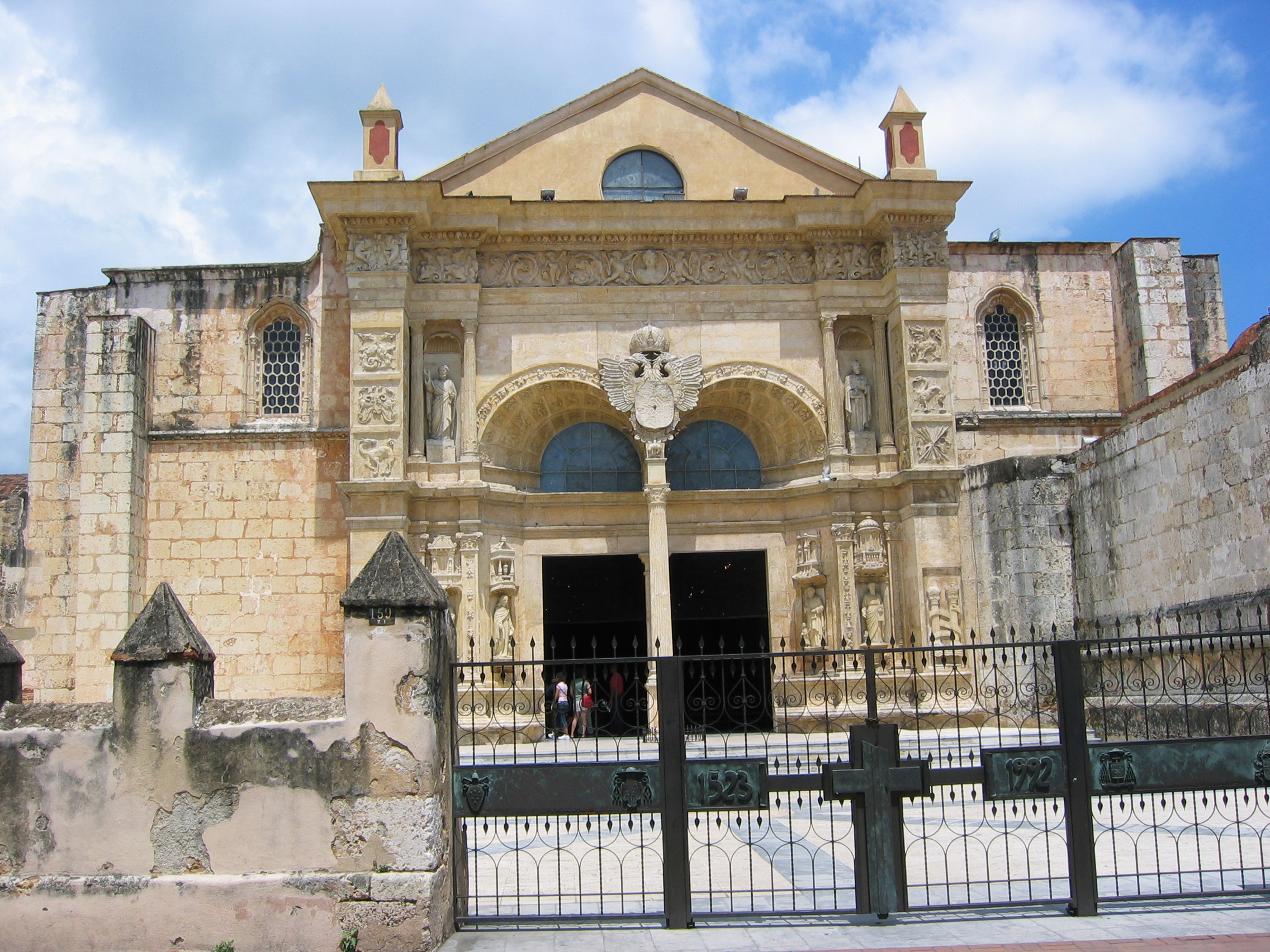
Nejstarší americká katedrála
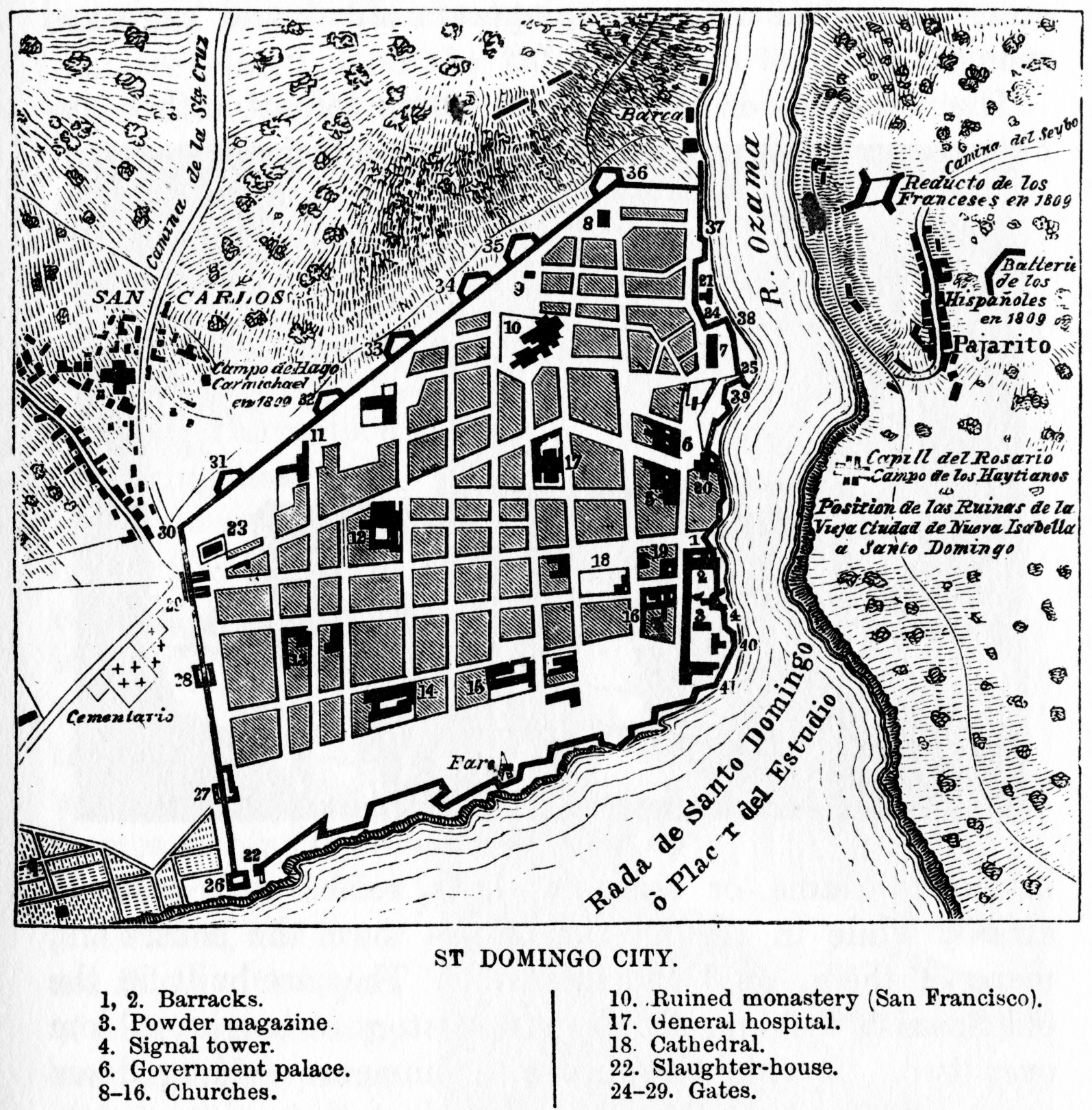
Mapa města z roku 1873, Zona colonial
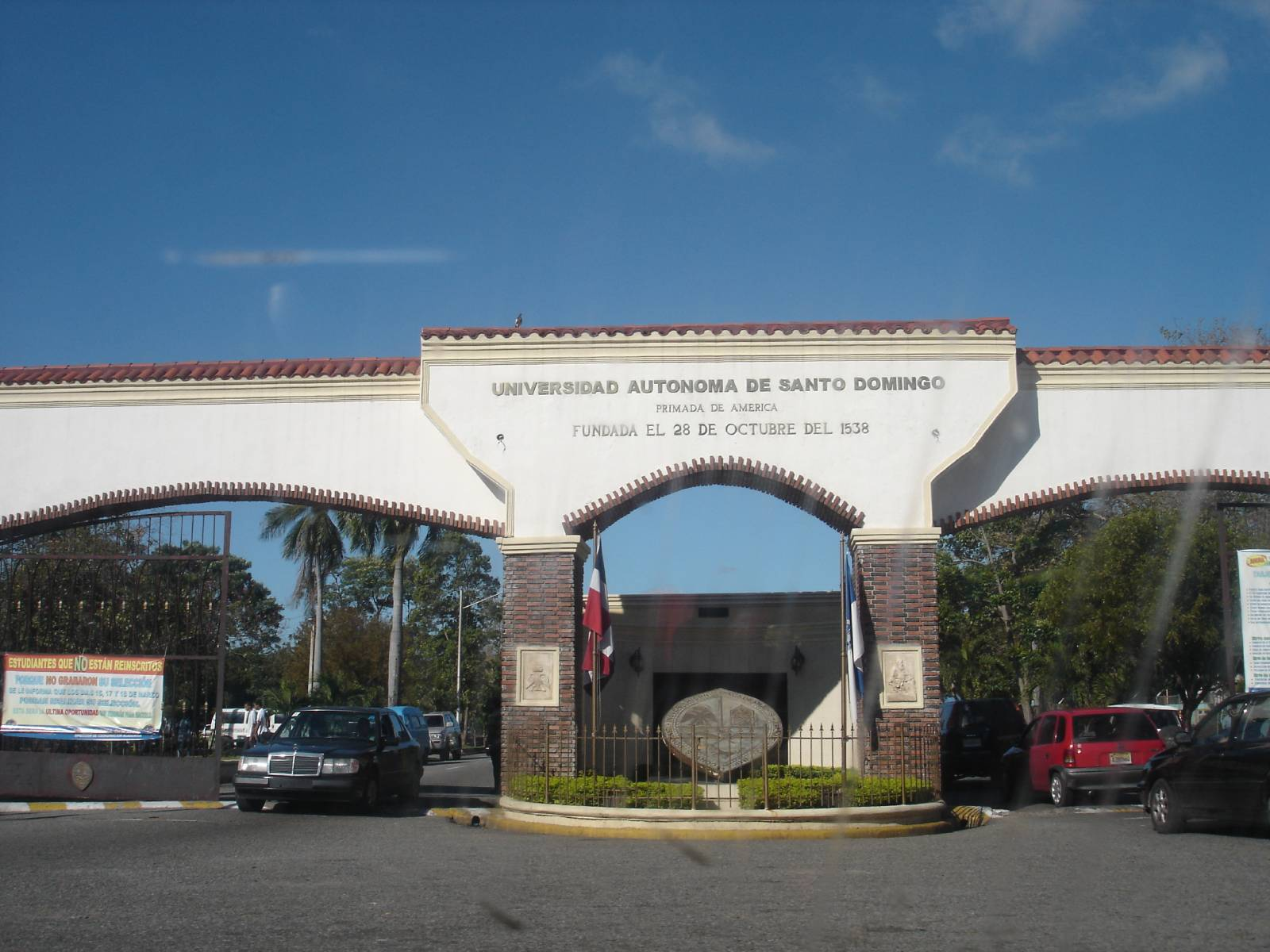
Autonomní univerzita

## Partnerská města
- Bogotá, Kolumbie
- Buenos Aires, Argentina
- Caracas, Venezuela
- Catbalogan, Filipíny
- Curitiba, Brazílie
- Guadalajara, Mexiko
- Haifa, Izrael
- Havana, Kuba
- La Muela, Španělsko
- Madrid, Španělsko
- Manaus, Brazílie (2009)
- Paříž, Francie
- Pontevedra, Španělsko
- Rosario, Argentina
- Quito, Ekvádor
- Santa Cruz de Tenerife, Španělsko
- Santiago, Filipíny
- Tchaj-pej, Tchaj-wan